# Rafael Arnal i Torres
Rafael Vicent Arnal i Torres (Tavernes Blanques, 1948) és un escriptor, editor i activista cultural valencià.

## Biografia
Nat al si d'una família de petits comerciants, a la darreria dels anys quaranta (1948) del segle XX té els primers contactes amb un grup de joves nacionalistes de Lo Rat Penat, on comença la seua activitat cívica lligada al nacionalisme valencià i la lluita obrera. Inicia els cursos de valencià i obté el títol de professor el curs 1970-71. A partir d'aquest moment es dedica a l'ensenyament del valencià. L'any 1971, amb Lleonard Giner i un grup de joves nacionalistes de Tavernes Blanques, munta el grup musical Carraixet, proper a l'estil de la Nova Cançó. L'estiu del 1973 participa en les converses que culminen en la fundació del Partit Socialista del País Valencià i posteriorment hi fa tasques d'organització, propaganda i expansió del partit.
L'estiu de 1976 posa en funcionament una llibreria de caràcter nacionalista (9 d'Octubre) a Tavernes Blanques i participa en diversos projectes editorials (Huguet Editor; Bonaire; l'Esquer) fins que el 1986 funda, amb Joan Dolç, L'Eixam Edicions. Des de la premsa clandestina a la seua actual activitat com a editor, ha fet de tot al món de la lletra impresa i la comunicació. Ha publicat diversos llibres de poemes i novel·les. D'aquestes darreres destaca "La Solsida" (2000), la gran novel·la valenciana sobre la Guerra Civil. Ha realitzat treballs i col·laboracions en diverses revistes de tipus local o comarcal, i també als diaris Avui, Diario de Valencia, Noticias, Las Provincias, Levante, etc. Actualment exerceix de cap de redacció "Comisari General" del www.brigadamixta.com, un periòdic digital valencià d'informació general, patrocinat pel Gremi d'Editors del País Valencià i alhora, tal com sempre ha fet, es dedica a l'agricultura ecològica per a l'autoconsum.

## Obres
- Quaderns del Retruny (1982), poesia
- Puta misèria! (1989), junt a Trinitat Satorre (portada al cinema per Ventura Pons)
- Amb la cua encesa (1990), junt a Trinitat Satorre
- La Solsida (2000)
- Tres en línia. Converses a la xarxa moderades per Francesc Bayarri (amb Joan Dolç i Toni Mollà) 2004
- Nosaltres, exvalencians (2005), junt amb Toni Mollà, Joan Dolç, Emili Piera, Francesc Bayarri i Manuel Salvador Jardí